# Nomos Samos
Samos (gr. Σάμου) – do końca 2010 roku prefektura w Grecji, w regionie administracyjnym Wyspy Egejskie Północne. W 2005 roku prefektura miała 44 114 mieszkańców.

## Wyspy
Do prefektury należały 3 wyspy:
- Ikaria
- Samos
- Furni